# Родригес Магальяйнс, Аролдо
Аро́лдо Родри́гес Магалья́йнс Ка́стро (порт.-браз. Haroldo Rodrigues Magalhães Castro; 20 декабря 1931, Рио-де-Жанейро — 16 июля 2010, Рио-де-Жанейро) — бразильский футболист, защитник.

## Карьера
Аролдо начал карьеру 1950 году в клубе «Ботафого». Там он провёл 2 сезона, прежде чем перейти в клуб «Васко да Гама». В первом же сезоне в «Васко» футболист стал чемпионом штата Рио-де-Жанейро. В 1954 году Аролдо стал игроком «Палмейраса», но на следующий год вернулся в Васко и выиграл в составе команды второй титул чемпиона штата.
1 марта 1953 года Аролдо дебютировал в составе сборной Бразилии в игре чемпионата Южной Америки со сборной Боливии, в которой его команды победила 8:1. На том же турнире, 1 апреля, он сыграл второй и последний матч за национальную команду, в нём бразильцы проиграли Парагваю 2:3.
16 июля 2010 года Аролдо умер в больнице Ларанжейрас в Рио-де-Жанейро от многократного синдрома дисфункции органов.

## Достижения
- Чемпион штата Рио-де-Жанейро: 1952, 1956